# Janusz Majewski
Janusz Marian Majewski (n. 5 august 1931, Lwów, Lwów Voivodeship⁠(d), Polonia – d. 10 ianuarie 2024, Varșovia, Polonia) a fost un regizor de film, dramaturg, scriitor și scenarist polonez. A fost rectorul Școlii de Film din Varșovia (în poloneză Warszawska Szkoła Filmowa). Majewski a regizat peste 40 de filme începând cu anul 1957. 

## Biografie
Janusz Majewski s-a născut la 5 august 1931 la Lwów. În 1955, Janusz Majewski a absolvit Facultatea de Arhitectură la Universitatea de Tehnologie din Cracovia. Absolvent al Școlii Naționale de Film din Łódź, a absolvit Departamentul de Regie în anul 1960. În anii 1983 – 1990, Janusz Majewski a fost președinte al consiliului principal al Asociației Cineaștilor Polonezi pentru două mandate, iar din 2006 a fost președintele de onoare al acestei asociații.
Între 1987-1991, a fost membru al Comitetului Cinematografiei din Polonia. În anii 1969–1991, Janusz Majewski a fost lector la Școala Națională de Film Leon Schiller din Łódźe. Elevii săi au fost, printre alții: Feliks Falk, Andrzej Barański, Filip Bajon și Juliusz Machulski.
Sub pseudonimul Patrick G. Clark a scris o comedie de umor negru Upiór w kuchni (cu sensul de Fantoma din bucătărie), pe care a regizat-o de două ori pentru Teatrul de Televiziune (în poloneză Teatr Telewizji) - în 1976 și 1993. În această piesă de teatru, bătrâna doamnă Laura Collins și fiica sa Cynthia conduc o casă de oaspeți denumită „Lotus”. Într-o seară, un bărbat se preface că este vânzător. Este întâmpinat cu amabilitate de Cynthia, dar el nu crede că într-o clipă va deveni martor și participant la evenimente terifiante organizate de ambele doamne care îl vor face să aibă un atac de cord fatal. Ajunsi la fața locului, politistii sunt nedumeriti de faptul ca acesta nu este primul deces de acest fel din casa de oaspeti „Lotus” și că, recent, mai multi dintre oaspeții săi au dispărut. Însă comisarul Fuddler se preface că nu face parte din echipa de anchetatori, afirmând că este oaspete. El intenționează să vadă cum domna Collins scapă de oaspeți. Comedia seamănă cu intriga unei alte comedii negre - Arsenic și dantelă veche de Joseph Kesselring.
Janusz Majewski a fost membru al comisiei onorifice de susținere a lui Bronisław Komorowski înainte de alegerile prezidențiale din 2010 și înaintea alegerilor prezidențiale din Polonia din 2015.

### Viață privată
Soția sa a fost artista în fotografie Zofia Nasierowska (1938 - 2011). Cei doi au avut împreună doi copii: Anna și Paweł.

## Filmografie selectivă
Majewski a regizat mai mult de 40 de filme din 1957. 
- 1962: Szpital
- 1967: Noul locatar
- 1970: Lokis[16]
- 1975: Hotel „Pacific”
- 1977: Cazul Gorgonova
- 1986: C.K. Dezerterzy
- 1998: Złoto dezerterów
- 2010: Mala matura 1947
- 2015: Excentrycy, czyli po slonecznej stronie ulicy